# جو رایان (بازیکن بیسبال)
جو رایان (انگلیسی: Joe Ryan؛ زادهٔ ۵ ژوئن ۱۹۹۶) بازیکن بیس‌بال اهل ایالات متحده آمریکا است.
وی در مسابقات کشوری و بین‌المللی در مجموع برندهٔ ۱ مدال نقره شده‌است.